# Collegio elettorale di Portici (Camera dei deputati)
Il collegio di Portici fu un collegio elettorale uninominale della Repubblica Italiana per l'elezione della Camera dei deputati. Apparteneva alla circoscrizione Campania 1 e fu utilizzato per eleggere un deputato nella XII, XIII e XIV legislatura.
Venne istituito nel 1993 con la cosiddetta Legge Mattarella (Legge n. 277, Nuove norme per l'elezione della Camera dei deputati), attuata in seguito al referendum abrogativo del 1993. La legge istituì per la Camera dei deputati e per il Senato della Repubblica un sistema di elezione misto, in parte maggioritario e in parte proporzionale. Il 75% dei parlamentari dell'assemblea veniva eletto in collegi uninominali tramite sistema maggioritario a turno unico; il restante 25% alla Camera veniva eletto tramite sistema proporzionale con liste bloccate.
Il collegio venne abolito insieme a tutti gli altri che costituivano la Camera con la promulgazione della legge elettorale successiva, la cosiddetta Legge Calderoli. Questa prevedeva un sistema proporzionale con premio di maggioranza, che alla Camera veniva attribuito a livello nazionale.

## Territorio
Il collegio di Portici era uno dei 47 collegi uninominali in cui era suddivisa la Campania e, come previsto dal D.Lgs. del 20 dicembre 1993 n. 536, era interamente compreso nella provincia di Napoli e comprendeva i seguenti comuni: Ercolano e Portici.

## Eletti
| Elezione | Elezione | Deputato          | Partito          |
| -------- | -------- | ----------------- | ---------------- |
|          | 1994     | Vincenzo Torre    | Progressisti     |
|          | 1996     | Giuseppe Petrella | L'Ulivo (PDS/DS) |
| 2001     |          | Giuseppe Petrella | L'Ulivo (PDS/DS) |

## Dati elettorali

### XII legislatura

#### Risultati proporzionale
| Coalizioni        | Coalizioni                  | Liste                                 | Liste                              | Voti   | %     |
| ----------------- | --------------------------- | ------------------------------------- | ---------------------------------- | ------ | ----- |
|                   | Progressisti                |                                       | Partito Democratico della Sinistra | 23.053 | 29,07 |
|                   | Progressisti                | Rifondazione Comunista                | 8.150                              | 10,28  |       |
|                   | Progressisti                | Federazione dei Verdi                 | 4.200                              | 5,30   |       |
|                   | Progressisti                | Alleanza Democratica                  | 1.694                              | 2,14   |       |
|                   | Progressisti                | Partito Socialista Italiano           | 1.570                              | 1,98   |       |
|                   | Progressisti                | Movimento per la Democrazia - La Rete | 930                                | 1,17   |       |
|                   | Progressisti                | Rinascita Socialista                  | 201                                | 0,25   |       |
| Totale coalizione | Totale coalizione           | 39.798                                | 50,19                              |        |       |
|                   | Polo del Buon Governo       |                                       | Alleanza Nazionale                 | 11.758 | 14,83 |
|                   | Polo del Buon Governo       | Forza Italia                          | 11.505                             | 14,51  |       |
| Totale coalizione | Totale coalizione           | 23.263                                | 29,34                              |        |       |
|                   | Patto per l'Italia          |                                       | Partito Popolare Italiano          | 3.986  | 5,03  |
|                   | Patto per l'Italia          | Patto Segni                           | 3.867                              | 4,88   |       |
| Totale coalizione | Totale coalizione           | 7.853                                 | 9,91                               |        |       |
|                   | Lista Pannella              | Lista Pannella                        | Lista Pannella                     | 3.319  | 4,19  |
|                   | Unione Cristiani Riformisti | Unione Cristiani Riformisti           | Unione Cristiani Riformisti        | 3.163  | 3,99  |
|                   | Programma Italia            | Programma Italia                      | Programma Italia                   | 1.382  | 1,74  |
|                   | Alleanza Meridionale        | Alleanza Meridionale                  | Alleanza Meridionale               | 240    | 0,30  |
|                   | L'Arca                      | L'Arca                                | L'Arca                             | 173    | 0,22  |
|                   | Democrazia e Rinnovamento   | Democrazia e Rinnovamento             | Democrazia e Rinnovamento          | 110    | 0,14  |
| Totale            | Totale                      | Totale                                | Totale                             | 79.301 |       |

#### Risultati uninominale
|                               | Vincenzo Torre ✔️ Eletto | Progressisti                                      | 38 690 | 48,89 |  |  |  |  |  |
|                               | Vincenzo Acampora        | Polo del Buon Governo (FI - AN - CCD - UDC - PLD) | 22 184 | 28,03 |  |  |  |  |  |
|                               | Donato Cozzolino         | Patto per l'Italia                                | 7 821  | 9,88  |  |  |  |  |  |
|                               | Nicola Cardano           | Unione Cristiani e Riformisti                     | 4 584  | 5,79  |  |  |  |  |  |
|                               | Domenico Pinto           | Lista Marco Pannella - Riformatori                | 3 300  | 4,17  |  |  |  |  |  |
|                               | Michele Bruno            | XXV Ora                                           | 2 556  | 3,23  |  |  |  |  |  |
| Totale                        | Totale                   | Totale                                            | 79 135 | 100   |  |  |  |  |  |
|                               |                          |                                                   |        |       |  |  |  |  |  |
| Fonte: Ministero dell'interno |                          |                                                   |        |       |  |  |  |  |  |

### XIII legislatura

#### Risultati proporzionale
| Coalizioni        | Coalizioni                         | Liste                                     | Liste                              | Voti   | %     |
| ----------------- | ---------------------------------- | ----------------------------------------- | ---------------------------------- | ------ | ----- |
|                   | L'Ulivo                            |                                           | Partito Democratico della Sinistra | 22.718 | 30,73 |
|                   | L'Ulivo                            | Popolari per Prodi (PPI-SVP-PRI-UD-Prodi) | 4.981                              | 6,74   |       |
|                   | L'Ulivo                            | Federazione dei Verdi                     | 3.014                              | 4,08   |       |
|                   | L'Ulivo                            | Rinnovamento Italiano                     | 2.993                              | 4,05   |       |
| Totale coalizione | Totale coalizione                  | 33.706                                    | 45,60                              |        |       |
|                   | Polo per le Libertà                |                                           | Forza Italia                       | 13.503 | 18,27 |
|                   | Polo per le Libertà                | Alleanza Nazionale                        | 11.114                             | 15,03  |       |
|                   | Polo per le Libertà                | CCD-CDU                                   | 2.551                              | 3,45   |       |
| Totale coalizione | Totale coalizione                  | 27.168                                    | 36,75                              |        |       |
|                   | Progressisti                       |                                           | Rifondazione Comunista             | 9.819  | 13,28 |
|                   | Lista Pannella - Sgarbi            | Lista Pannella - Sgarbi                   | Lista Pannella - Sgarbi            | 1.280  | 1,73  |
|                   | Movimento Sociale Fiamma Tricolore | Movimento Sociale Fiamma Tricolore        | Movimento Sociale Fiamma Tricolore | 1.247  | 1,69  |
|                   | Partito Socialista                 | Partito Socialista                        | Partito Socialista                 | 425    | 0,57  |
|                   | Sviluppo - Legalità                | Sviluppo - Legalità                       | Sviluppo - Legalità                | 174    | 0,24  |
|                   | Democrazia Sociale                 | Democrazia Sociale                        | Democrazia Sociale                 | 108    | 0,15  |
| Totale            | Totale                             | Totale                                    | Totale                             | 73.927 |       |

#### Risultati uninominale
|                               | Giuseppe Petrella ✔️ Eletto | L'Ulivo             | 45 881 | 62,43 |  |  |  |  |  |
|                               | Luigi Snichelotto           | Polo per le Libertà | 24 202 | 32,93 |  |  |  |  |  |
|                               | Matteo Sannino              | Fiamma Tricolore    | 3 411  | 4,64  |  |  |  |  |  |
| Totale                        | Totale                      | Totale              | 73 494 | 100   |  |  |  |  |  |
|                               |                             |                     |        |       |  |  |  |  |  |
| Fonte: Ministero dell'interno |                             |                     |        |       |  |  |  |  |  |

### XIV legislatura

#### Risultati proporzionale
| Coalizioni        | Coalizioni              | Liste                                 | Liste                   | Voti   | %     |
| ----------------- | ----------------------- | ------------------------------------- | ----------------------- | ------ | ----- |
|                   | L'Ulivo                 |                                       | Democratici di Sinistra | 14.560 | 20,10 |
|                   | L'Ulivo                 | La Margherita (Dem - PPI - RI- UDEUR) | 10.118                  | 13,97  |       |
|                   | L'Ulivo                 | Il Girasole (FdV - SDI)               | 3.366                   | 4,65   |       |
|                   | L'Ulivo                 | Comunisti Italiani                    | 2.308                   | 3,19   |       |
| Totale coalizione | Totale coalizione       | 30.352                                | 41,91                   |        |       |
|                   | Casa delle Libertà      |                                       | Forza Italia            | 20.751 | 28,64 |
|                   | Casa delle Libertà      | Alleanza Nazionale                    | 7.744                   | 10,69  |       |
|                   | Casa delle Libertà      | CCD-CDU                               | 1.392                   | 1,92   |       |
|                   | Casa delle Libertà      | Nuovo PSI                             | 451                     | 0,62   |       |
| Totale coalizione | Totale coalizione       | 30.338                                | 41,87                   |        |       |
|                   | Rifondazione Comunista  | Rifondazione Comunista                | Rifondazione Comunista  | 5.266  | 7,27  |
|                   | Lista Di Pietro         | Lista Di Pietro                       | Lista Di Pietro         | 3.244  | 4,48  |
|                   | Lista Pannella - Bonino | Lista Pannella - Bonino               | Lista Pannella - Bonino | 1.218  | 1,68  |
|                   | Democrazia Europea      | Democrazia Europea                    | Democrazia Europea      | 1.014  | 1,40  |
|                   | Fiamma Tricolore        | Fiamma Tricolore                      | Fiamma Tricolore        | 806    | 1,11  |
|                   | Forza Nuova             | Forza Nuova                           | Forza Nuova             | 95     | 0,13  |
|                   | Abolizione scorporo     | Abolizione scorporo                   | Abolizione scorporo     | 59     | 0,08  |
|                   | Paese Nuovo             | Paese Nuovo                           | Paese Nuovo             | 58     | 0,08  |
| Totale            | Totale                  | Totale                                | Totale                  | 72.450 |       |

#### Risultati uninominale
|                               | Giuseppe Petrella ✔️ Eletto | L'Ulivo            | 38 937 | 54,14 |  |  |  |  |  |
|                               | Maurizio Cardano            | Casa delle Libertà | 25 148 | 34,97 |  |  |  |  |  |
|                               | Claudio Politelli           | Lista Di Pietro    | 2 759  | 3,84  |  |  |  |  |  |
|                               | Renato Caramiello           | Democrazia Europea | 1 855  | 2,58  |  |  |  |  |  |
|                               | Rocco Serafino Stella       | Fiamma Tricolore   | 1 667  | 2,32  |  |  |  |  |  |
|                               | Domenico Nicodemo           | Lista Emma Bonino  | 1 554  | 2,16  |  |  |  |  |  |
| Totale                        | Totale                      | Totale             | 71 920 | 100   |  |  |  |  |  |
|                               |                             |                    |        |       |  |  |  |  |  |
| Fonte: Ministero dell'interno |                             |                    |        |       |  |  |  |  |  |